# Departamento de Assuntos Políticos e de Consolidação da Paz das Nações Unidas
O Departamento de Assuntos Políticos e de Consolidação da Paz das Nações Unidas (em inglês:  United Nations Department of Political and Peacebuilding Affairs, DPPA) é um departamento do Secretariado das Nações Unidas (ONU) com a responsabilidade de monitorar e avaliar os desenvolvimentos políticos globais e aconselhar e auxiliar o Secretário-Geral da ONU e seus enviados na prevenção e resolução pacíficas de conflitos em todo o mundo. O departamento gerencia missões políticas baseadas em campo na África, Ásia Central e Oriente Médio, e nos últimos anos tem aumentado suas capacidades profissionais em mediação de conflitos e diplomacia preventiva. A DPPA também supervisiona a assistência eleitoral da ONU aos Estados Membros da organização. Estabelecido em 1992, as responsabilidades do departamento também incluem fornecer apoio de secretariado ao  Conselho de Segurança e a dois comitês permanentes criados pela Assembleia Geral sobre os Direitos do Povo Palestino e a Descolonização. A DPPA está sediada na Sede da ONU na Cidade de Nova York.